# Grabovica (gmina Kladovo)
Grabovica (cyr. Грабовица) – wieś w Serbii, w okręgu borskim, w gminie Kladovo. W 2011 roku liczyła 685 mieszkańców.